# Karin Mamma Andersson
Karin Mamma Andersson, auch Mamma Andersson genannt, (* 28. Februar 1962; eigentlicher Name Karin Andersson) ist eine schwedische Künstlerin.
Werke von Karin Mamma Andersson sind unter anderem im Museum of Modern Art in New York und im Moderna Museet in Stockholm zu sehen.
Ihre Gemälde sind oft traumhaft und expressiv, wo melancholische Landschaften oder unauffällige Interieuren während des Schaffungsprozesses einen auf eine hinterliegende Erzählung andeutenden Assoziationsreichtum kriegen.

## Werdegang
Die künstlerische Ausbildung erhielt Andersson an der Konstfack und der Kungliga Konsthögskolan Stockholm. Den Künstlernamen „Mamma“ nahm sie bei einer Ausstellung an der Kunsthochschule an.
Ihren internationalen Durchbruch hatte sie 2003, als sie Schweden auf der Biennale in Venedig vertrat. Im Jahr 2005 gewann sie den ersten Preis bei dem Carnegie Art Award (2006).
2010 verlieh die Technische Universität Luleå Karin Mamma Andersson die Ehrendoktorwürde. 2021 entwarf sie eine Inneneinrichtungskollektion für Svenskt Tenn.